# Nomenclator de las calles, plazas y puertas antiguas y modernas de la ciudad de Sagunto
Nomenclator de las calles, plazas y puertas antiguas y modernas de la ciudad de Sagunto es una obra del cronista español Antonio Chabret y Fraga, publicada por primera vez en 1901.

## Descripción
La obra, cuya primera edición salió de la imprenta valenciana de José Vila Serra en 1901, recorre, con breves descripciones, el callejero de la ciudad de Sagunto, de la que el autor, Antonio Chabret y Fraga, era cronista oficial. Al momento de la publicación del libro, el autor cifraba el número de calles en «ciento dos, con nueve plazas y ciento veinticuatro manzanas». Sobre el propósito, dice en la introducción lo siguiente: «Para la redacción de este Nomenclator he procurado reunir todos los nombres antiguos y modernos de las calles, puertas y plazas, por orden alfabético, y he señalado la entrada y salida de cada una de ellas, apuntando, de paso, todas las noticias históricas y curiosidades que considero pertinentes para ilustrar al lector en los recuerdos de tiempos pasados».